# Закон не владний
«Закон не владний» (англ. Death Toll) — американський кінофільм режисера Феноменон, що вийшов на екрани в 2008 році.

## Сюжет
Фільм розповість про життя в Новому Орлеані, який вважається найбільш кримінальним містом в Америці. Тут панують корупція серед чиновників, вуличний бандитизм і масові вбивства. З цим доводиться миритися кожному жителю міста і тільки найсильніші можуть зберегти свою честь та ідеали, кожного дня протистояти тому бруду і крові, які щедро вихлюпуються на їхні затягнуті в бетон вулиці.

## У ролях
| Актор              | Роль |
| ------------------ | ---- |
| Лу Даймонд Філліпс | -    |
| DMX                | -    |
| Кешіа Найт Пулліам | -    |
| Лейла Арчері       | -    |
| Алек Реймі         | -    |
| Ден Гарсіа         | -    |
| Suleman Sol Virani | -    |
| Ліза Марі Дюпрі    | -    |
| Марго Свішер       | -    |
| Oneal A. Isaac     | -    |

## Знімальна група
- Режисер — Феноменон
- Сценарист — Ентоні Фейа III, Ден Гарсіа, Джейсон Хьюїт
- Продюсер — Ден Гарсіа, Джейсон Хьюїт, Джордж М. Костуш